# Запасная лошадь

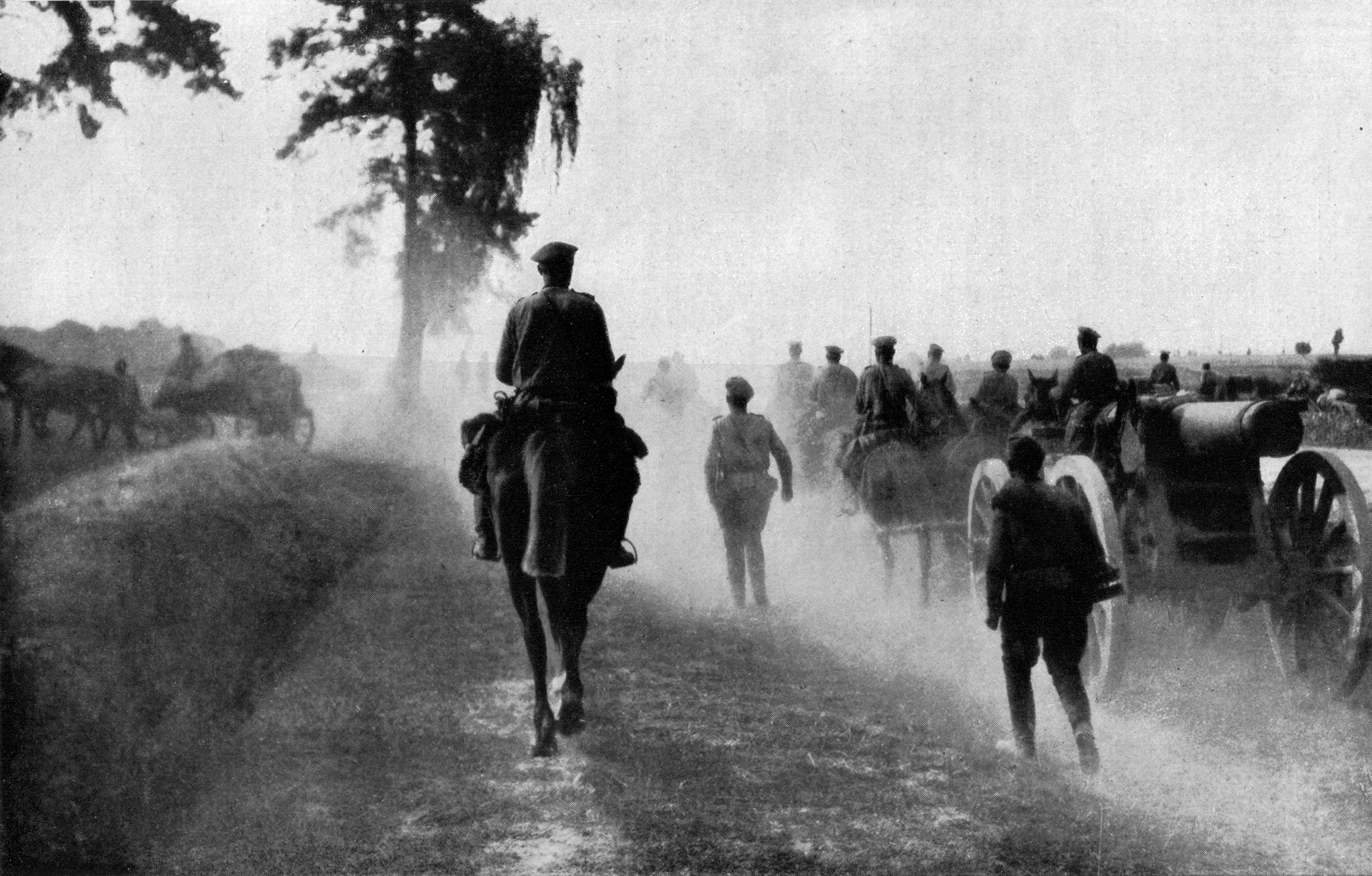
Русская артиллерия на марше, 1917 год.

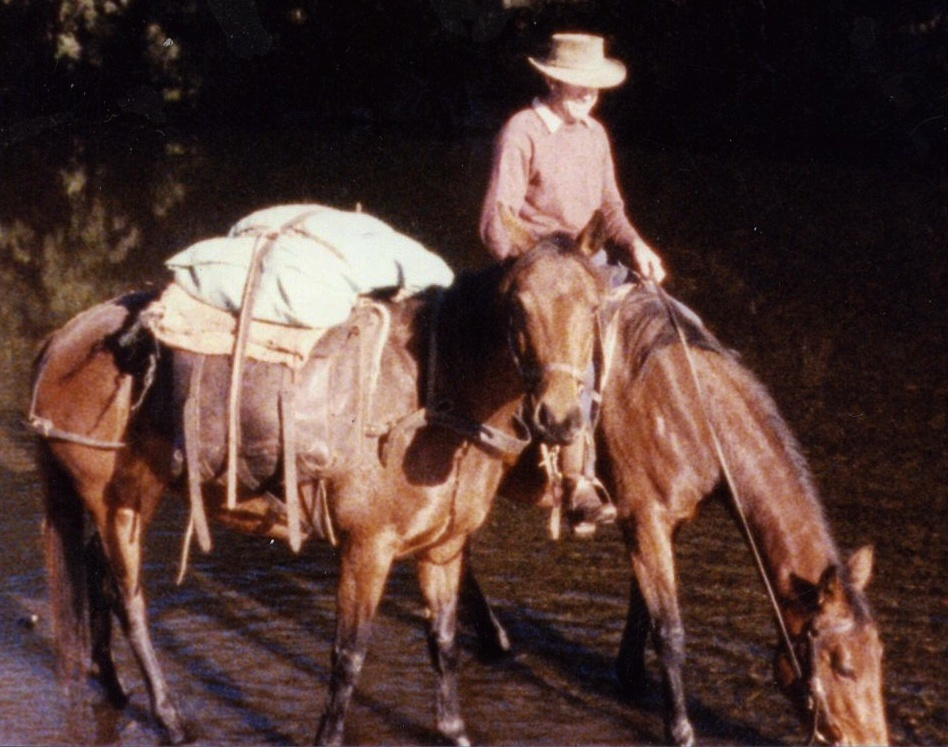
Запасная вьючная лошадь, с вьючным седлом.

Запа́сная ло́шадь — лошадь из конского запаса, назначенная по штату воинской части войск для замены лошади усталой или больной, для немедленного пополнения убыли конского состава, и для припряжки в трудно проходимых местах местности.
По словарю Даля, молодая или запасная лошадь, которая иногда, на перемену, ходит в упряжи или под седлом — Подъе́здок (м.). В литературе также применяются словосочетания заводная лошадь, заручная лошадь. Ранее[прояснить] младший княжеский отрок (раб, пленник), ведавший лошадьми в дружине князя, и тот, кто водил запасную лошадь для князя, назывался коще́й.

## История
В связи с развитием цивилизаций, совершенствовалось и военное дело, в том числе и его конная часть. Лошади были впервые использованы человеком около 4 200 лет тому назад. А в другом источнике указано что около 5,7 — 5,1 тысячи лет назад люди сделали лошадей основным источником мясной и молочной пищи и заложили основы верховой езды. Первые свидетельства того, что лошади участвовали в боевых действиях относятся к 4000 — 3000 годам до нашей эры. 
На окончание XIX и начало XX столетий, в гвардии и армии Вооружённых Сил Российской Империи, из конского запаса, по штатам их частей войск были назначены запасные (заводные, заручные) лошади, которые были предназначены в мирное и военное время для замены усталых и больных лошадей, а также для немедленного пополнения убыли и для припряжки в трудно проходимых местах во время совершения маршей.
Запасные (заводные, заручные) лошади полагались:
- а) артиллерийские[7][14] (упряжные и вьючные) — в батареях и парках, в артиллерии;
- б) подъёмные и вьючные — в обозе всех отдельных частей, в обозе дивизионном и во всякого рода военных транспортах, в войсковых обозах;
- в) офицерские верховые.

... Первый вопрос его был: «Есть ли у вас верховая лошадь?» — Я отвечала, что нет. — «Надобно купить», — сказал он. — «Мне кажется, что я имею право взять казённую?» — «Имеете; но на одной казённой лошади гусарскому офицеру служить нельзя. Вам должно иметь три лошади: для себя, для денщика и вьюков, и заводную».— Надежда Андреевна Дурова, часть I «1808 год», Кавалерист-девица : происшествие в России.
Запасных (заводных, заручных) верховых лошадей для нижних чинов было не положено, за исключением казачьих полков.
Например: гвардейская и армейская пешая батарея, по уставу, разделялась на:
- боевая часть, входили 8 орудий, 8 зарядных ящиков и телефонные двуколки (или вьюки);
- батарейный резерв, входили 8 зарядных ящиков, запасной лафет, инструментальная повозка, походная кухня, запасные люди и заводные лошади;
- обоз, входили четыре артиллерийские и три интендантские повозки[9]. Обозы конных, гаубичных и горных батарей имели сходную организацию[9].